# Municipio de Ontario (Dakota del Sur)
El municipio de Ontario (en inglés: Ontario Township) es un municipio ubicado en el condado de Hand en el estado estadounidense de Dakota del Sur. En el año 2010 tenía una población de 31 habitantes y una densidad poblacional de 0,33 personas por km².

## Geografía
El municipio de Ontario se encuentra ubicado en las coordenadas 44°45′30″N 99°14′22″O / 44.75833, -99.23944. Según la Oficina del Censo de los Estados Unidos, el municipio tiene una superficie total de 92.84 km², de la cual 92,8 km² corresponden a tierra firme y (0,05 %) 0,04 km² es agua.

## Demografía
Según el censo de 2010, había 31 personas residiendo en el municipio de Ontario. La densidad de población era de 0,33 hab./km². De los 31 habitantes, el municipio de Ontario estaba compuesto por el 90,32 % blancos y el 9,68 % eran de una mezcla de razas. Del total de la población el 0 % eran hispanos o latinos de cualquier raza.